# 28 decembrie
ianuarie • februarie • martie  • aprilie  • mai  • iunie  • iulie  • august  • septembrie  • octombrie  • noiembrie  • decembrie
28 decembrie este a 362-a zi a calendarului gregorian și a 363-a zi în anii bisecți. Mai sunt 3 zile până la sfârșitul anului.

## Evenimente

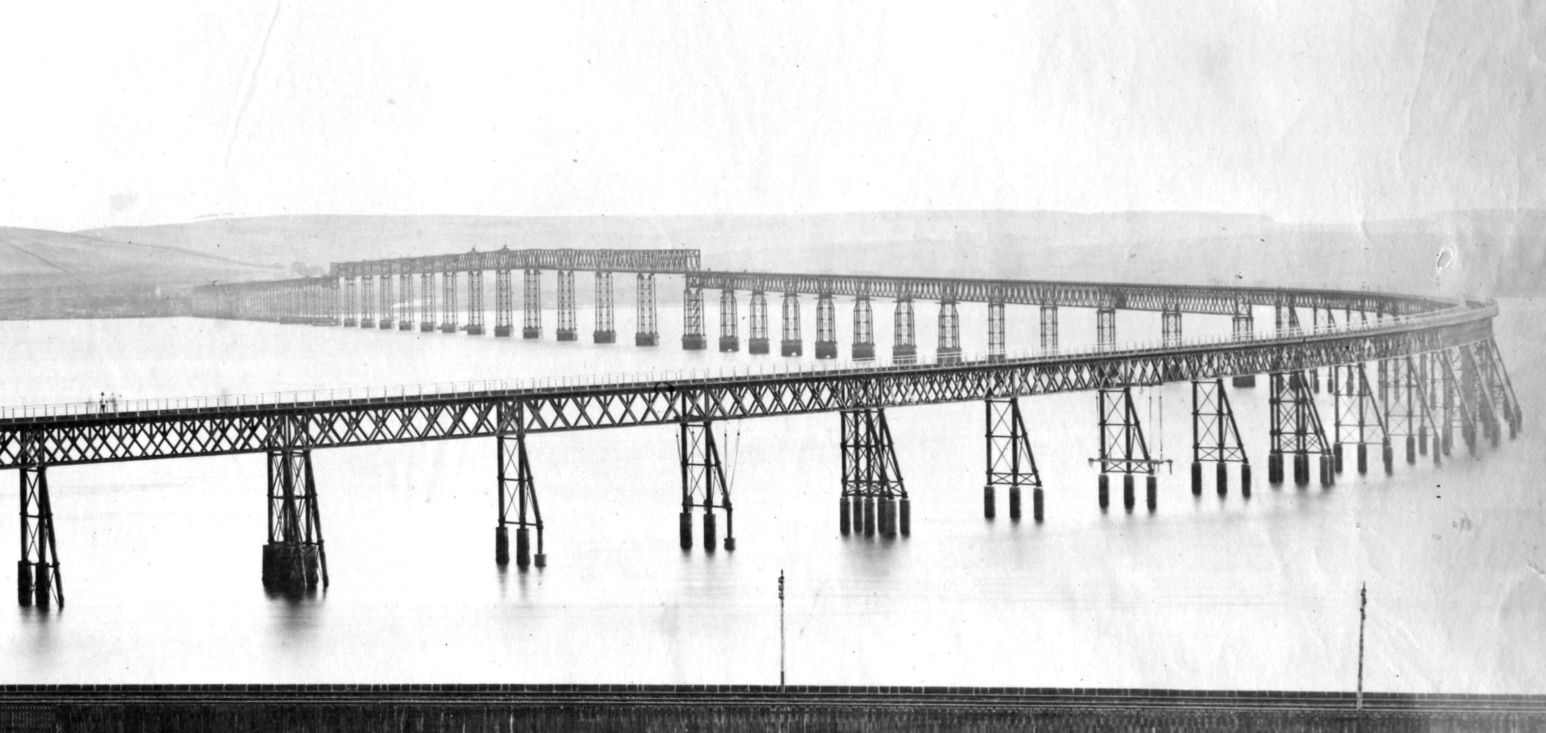
1879: Podul Tay din Dundee, Scoția, de aproape 2 mile lungime, la acea vreme cel mai lung pod din lume, s-a prăbușit în timp ce un tren îl traversa, ucigând 75 de oameni. Prăbușirea podului, deschis timp de doar 19 luni, a produs unde de șoc în profesia victoriană a ingineriei și în rândul publicului.

- 0418: Sfântul Bonifaciu I devine papă.
- 1065: A fost inaugurată Catedrala Westminster din Londra, construită de Eduard Confesorul între 1045 și 1050.
- 1612:  Neptun este pentru prima dată observat de către Galileo Galilei, dar este catalogată doar ca o stea fixă. Abia peste 234 de ani, această planetă va fi considerată o nouă planetă a sistemului solar.
- 1836: Spania recunoaște independența Mexicului.
- 1836: La Adelaide, contraamiralul britanic John Hindmarsh a proclamat provincia Australia de Sud.
- 1879: Podul Tay din Dundee, Scoția, de aproape 2 mile lungime, la acea vreme cel mai lung pod din lume, s-a prăbușit în timp ce un tren îl traversa, ucigând 75 de oameni. Prăbușirea podului, deschis timp de doar 19 luni, a produs unde de șoc în profesia victoriană a ingineriei și în rândul publicului.
- 1895: În cafeneaua "Grand Café" din Paris are loc prima proiecție de film, realizată de frații Lumière.
- 1895: Wilhelm Röntgen publică o lucrare în care detaliază descoperirea unui nou tip de radiație, care mai târziu va fi cunoscută sub numele de radiație X.
- 1897: Piesa "Cyrano de Bergerac", de Edmond Rostand, are premiera la Paris.
- 1903: S–a înființat „Societatea numismatică română”.
- 1908: Un violent cutremur de a provocat în orașul italian Messina, Sicilia peste 75.000 de victime.
- 1972: Kim Ir-sen, deja prim-ministru al Coreei de Nord și Secretar General al Partidului Muncitorilor din Coreea, a devenit primul președinte al Coreei de Nord.
- 1973: Aleksandr Soljenițîn publică Arhipelagul Gulag.
- 1989: Pentru prima dată, după o lungă pauză, se întrunește Consiliul de Conducere al Uniunii Scriitorilor. Este ales un comitet provizoriu de conducere a Uniunii Scriitorilor, președinte fiind Mircea Dinescu.
- 2000: Adrian Năstase își începe mandatul de prim-ministru al României.
- 2004: Călin Popescu-Tăriceanu își începe mandatul de prim-ministru al României.
- 2010: Primăvara arabă: Protestele populare încep în Algeria împotriva guvernului.

## Nașteri
- 1522: Margareta de Parma (d. 1583)
- 1619: Antoine Furetière, savant și scriitor francez (d. 1688)
- 1805: Eftimie Murgu, filolog și filosof român, fruntaș al Revoluției de la 1848 din Ungaria și Transilvania, deputat în Dieta de la Debrețin (d. 1870)
- 1840: Ioan Kalinderu, jurist, silvicultor și publicist român (d. 1913)
- 1856: Woodrow Wilson, politician american, al 28-lea președinte al Statelor Unite, laureat Nobel (d. 1924)
- 1868: Bucura Dumbravă, prozatoare română (d. 1926)
- 1875: Marele Duce Alexei Mihailovici al Rusiei, verișor primar al Țarului Alexandru al III-lea al Rusiei (d. 1895)
- 1882: Arthur Eddington, astrofizician și matematician britanic (d. 1944)
- 1882: Lili Elbe, artistă daneză transexuală (d. 1931)
- 1887: Spiridon Georgescu, sculptor român (d. 1974)
- 1899: Eugeniusz Bodo, actor polonez (d. 1943)
- 1902: Mortimer Adler, filosof american (d. 2001)

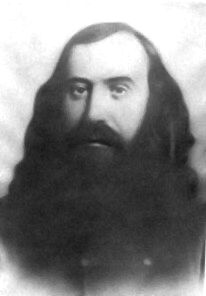
Eftimie Murgu, filolog și filosof român
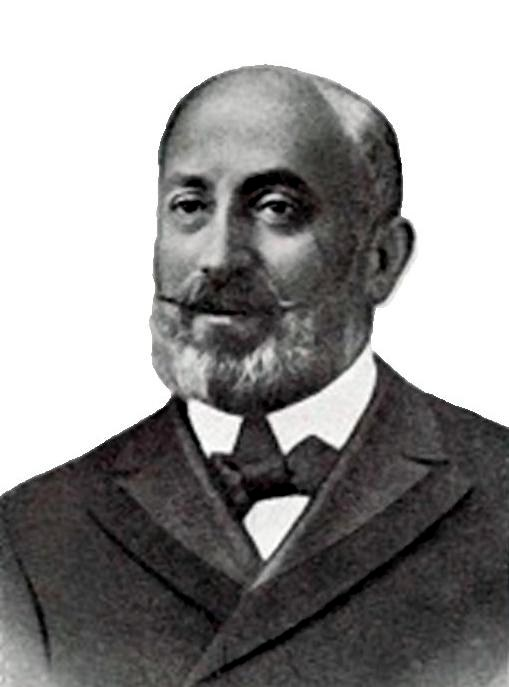
Ioan Kalinderu, jurist, silvicultor și publicist român
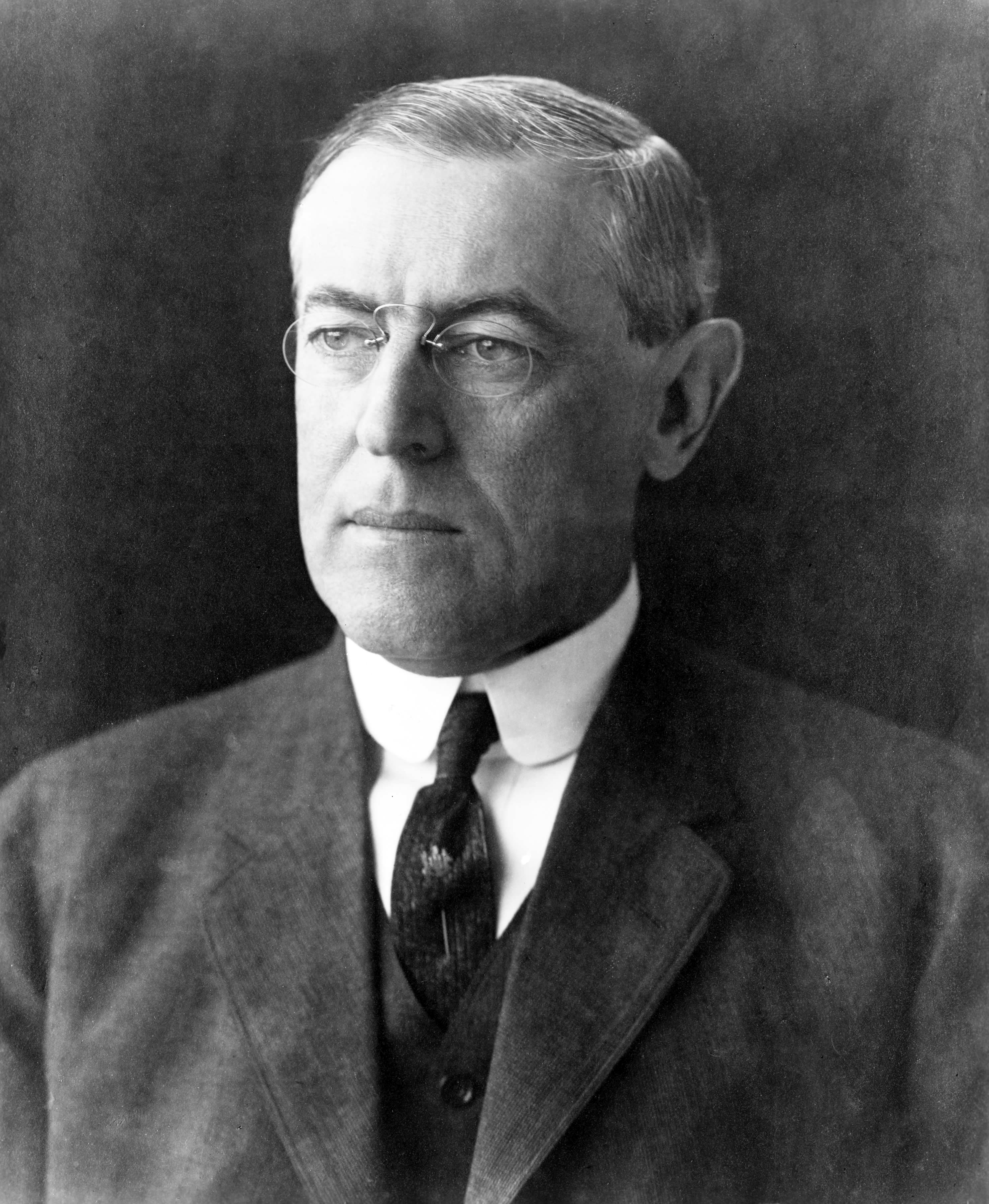
Woodrow Wilson, al 28-lea președinte al Statelor Unite, laureat Nobel

- 1903: John von Neumann, matematician american de origine austro-ungară (d. 1957)
- 1903: Mihail Kalatozov, regizor rus (d. 1973)
- 1903: Nicolae Kirculescu, compozitor român de muzică ușoară, de film și teatru (d. 1985)
- 1907: Nicolae Brânzeu, compozitor și dirijor român (d. 1983)
- 1913: Jean-Henri Azéma, poet francez, originar din insula Réunion (d. 2000)
- 1922: Stan Lee, autor american de benzi desenate (d. 2018)
- 1925: Baruțu T. Arghezi, prozator, eseist și publicist român (d. 2010)
- 1928: Robert Scheerer regizor, actor și producător american de film și de televiziune (d. 2018)
- 1932: Nichelle Nichols, actriță americană (d. 2022)
- 1934: Maggie Smith, actriță britanică (d. 2024)
- 1939: Conny Andersson, pilot suedez de Formula 1
- 1941: Ioana Em. Petrescu, critic, istoric și scriitoare română (d. 1990)
- 1949: Gheorghe Berceanu, luptător român
- 1949: Hamad bin Isa al Khalifa, regele Bahrainului (2002-prezent)
- 1953: Richard Band, compozitor american
- 1953: Richard Clayderman, pianist francez

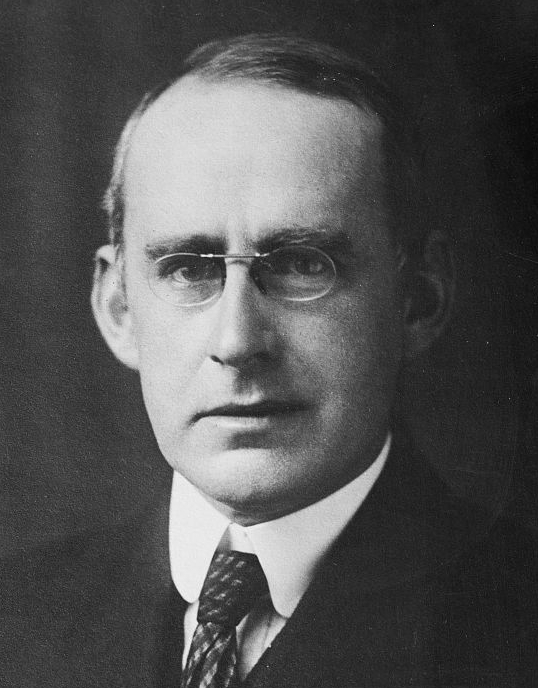
Arthur Eddington, astrofizician și matematician britanic
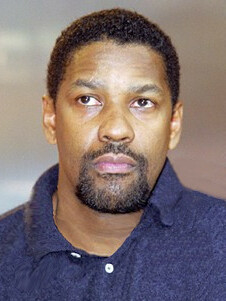
Denzel Washington, actor american
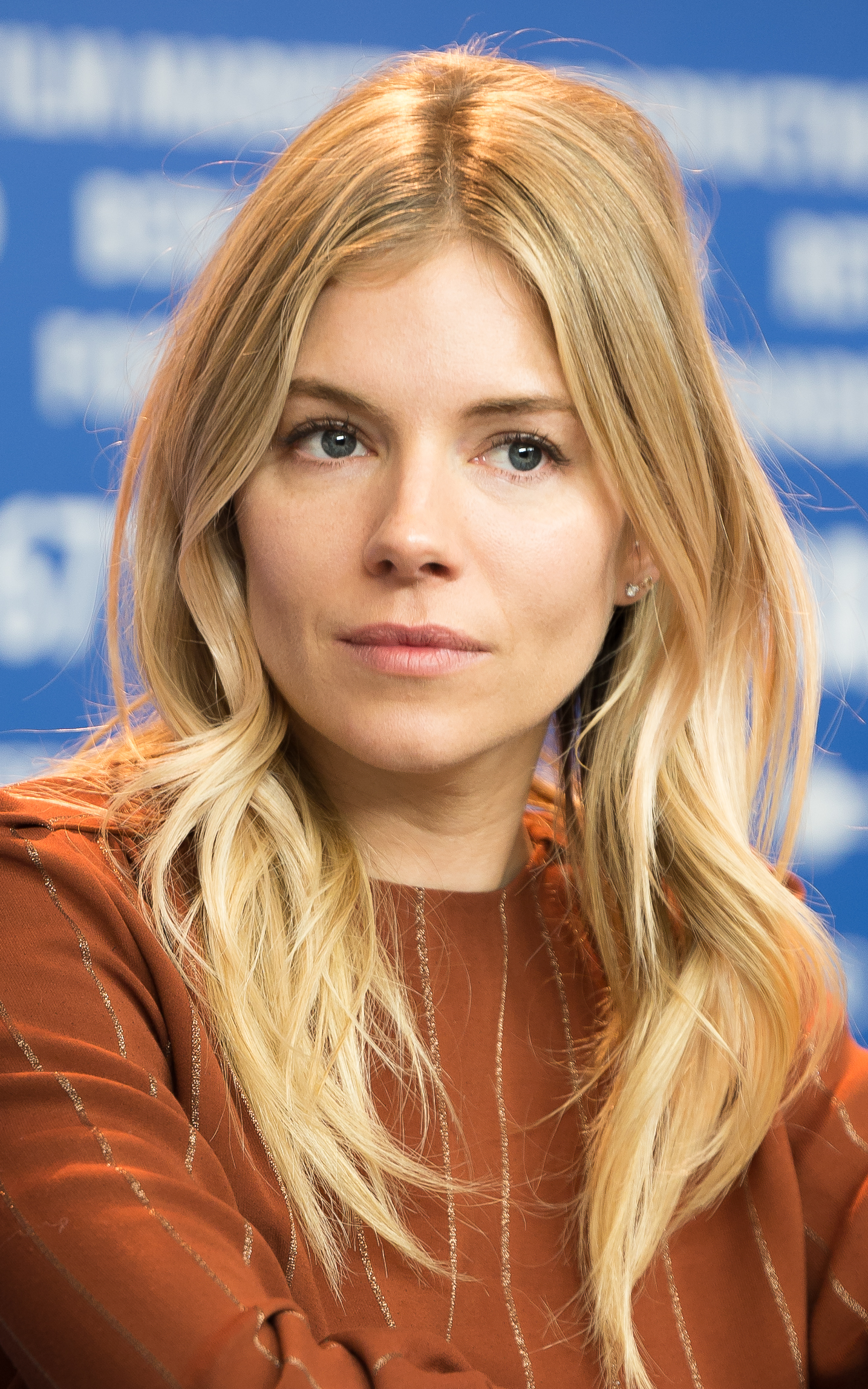
Sienna Miller, actriță americano-britanică

- 1954: Denzel Washington, actor american
- 1955: Liu Xiaobo, activist pentru drepturile omului din China, critic literar, laureat Nobel (d. 2017)
- 1955: Magda Cârneci, poetă română
- 1956: Nigel Kennedy, violonist englez
- 1957: Dumitru Braghiș, politician moldovean
- 1957: Laurențiu Cazan, muzician român
- 1958: Gilles Leroy, autor francez
- 1969: Linus Torvalds, informatician finlandez, creatorul nucleului de sistem de operare Linux
- 1971: Cristina Dogaru, handbalistă română
- 1972: Shinobu Terajima, actriță japoneză
- 1978: Alejandro Campano, fotbalist spaniol
- 1978: John Legend, cântăreț și actor american
- 1979: James Blake, jucător american de tenis
- 1979: Noomi Rapace, actriță suedeză
- 1981: Khalid Boulahrouz, fotbalist neerlandez
- 1981: Alexandra Ungureanu, cântăreață română
- 1981: Sienna Miller, actriță americano-britanică
- 1983: Greg Hill, actor american
- 1988: Inès Boubakri, scrimeră tunisiană
- 1990: Marcos Alonso, fotbalist spaniol
- 1995: Rony Lopes, fotbalist portughez
- 2001: Madison De La Garza, actriță americană

## Decese
- 1503: Piero de' Medici, fiul cel mare al lui Lorenzo de' Medici (n. 1472)
- 1585: Pierre de Ronsard, poet francez (n. 1524)
- 1663: Francesco Maria Grimaldi, preot iezuit, matematician, fizician și astronom italian  (n. 1618)
- 1694: Regina Maria a II-a a Angliei (n. 1662)
- 1706: Pierre Bayle, filosof francez (n. 1647)
- 1728: Anna Sophie de Saxa-Gotha-Altenburg, prințesă de Schwarzburg-Rudolstadt (n. 1670)

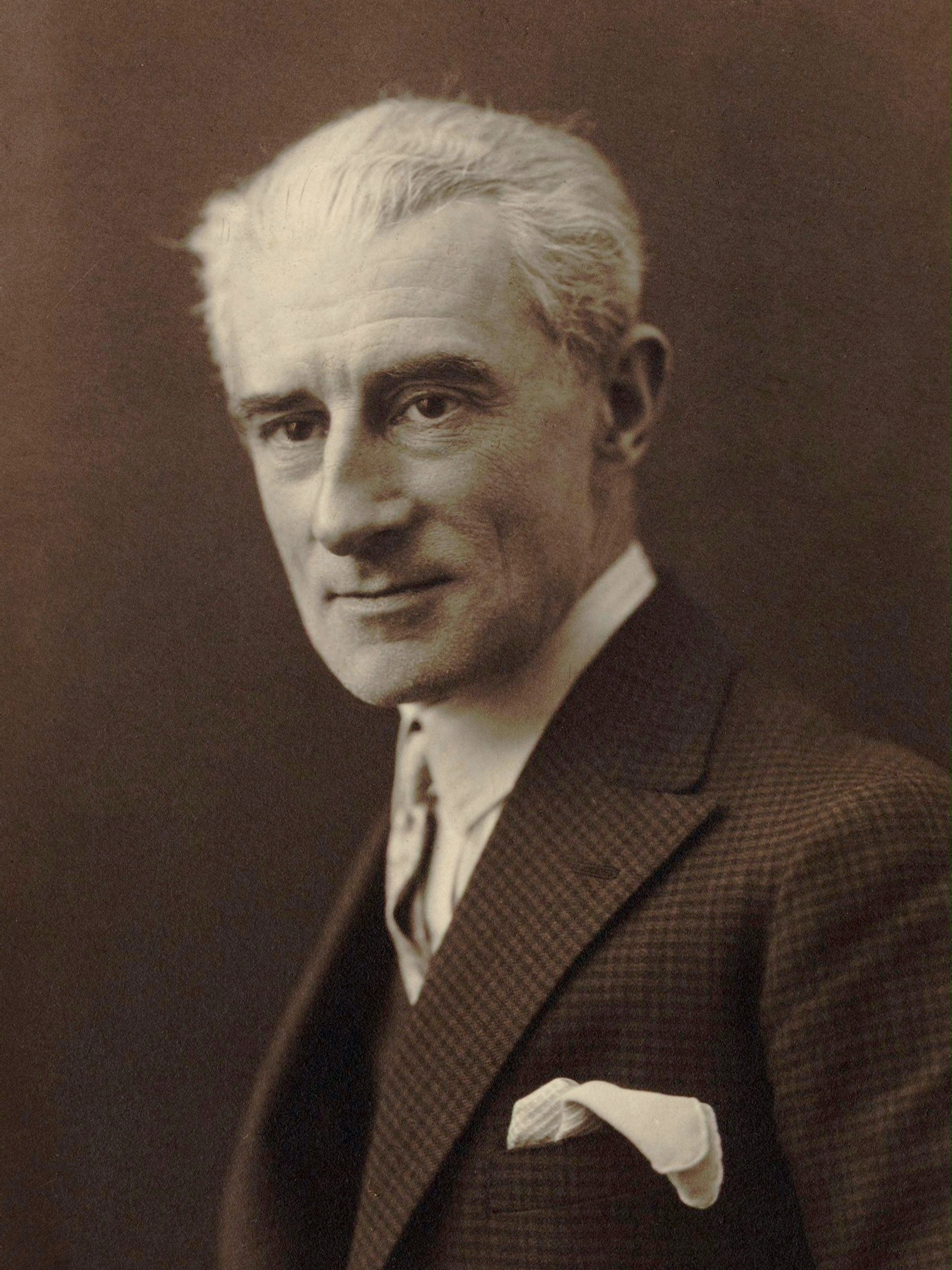
Maurice Ravel, compozitor francez
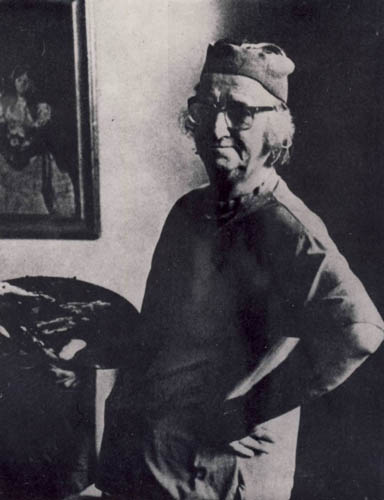
Corneliu Baba, pictor român
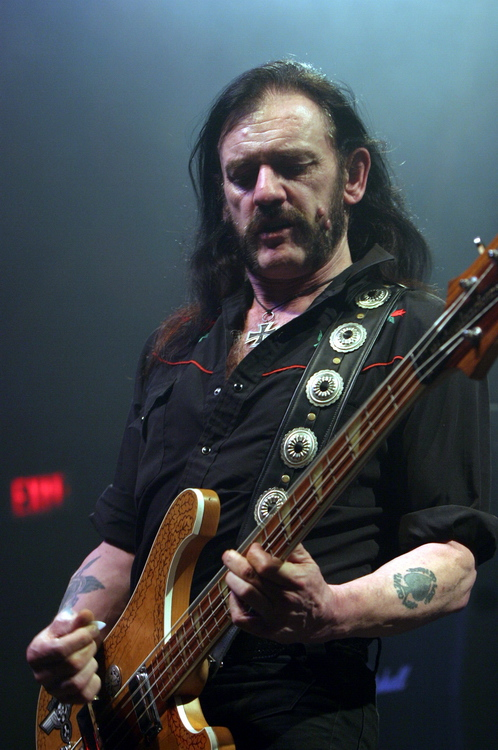
Lemmy Kilmister, muzician și basist englez (Motörhead)

- 1757: Prințesa Caroline a Marii Britanii, fiică a regelui George al II-lea (n. 1713)
- 1782: Prințesa Maria Carolina de Savoia, prințesă de Saxonia (n. 1764)
- 1796: Prințul Louis Carol al Prusiei, fiu al regelui Frederic Wilhelm al II-lea al Prusiei (n. 1773)
- 1849: Antoine Chrysostome Quatremère de Quincy, arheolog, istoric de artă și om politic francez  (n. 1755)
- 1889: Teresa a celor Două Sicilii, soția împăratului Pedro al II-lea al Braziliei (n. 1822)
- 1891: José María Avrial, pictor spaniol (n. 1807)
- 1903: George Gissing, romancier englez (n. 1857)
- 1922: Ahmed Midhat Efendi, scriitor de origine turcă (n. 1844)
- 1925: Serghei Aleksandrovici Esenin, poet rus (n. 1895)
- 1932: Léon Jaussely, arhitect și urbanist francez (n. 1875)
- 1937: Maurice Ravel, compozitor și pianist francez (n. 1875)
- 1945: Theodore Dreiser, scriitor american (n. 1871)
- 1947: Regele Victor Emmanuel III al Italiei (n. 1869)
- 1950: Constantin Karadja, diplomat, jurist, istoric, bibliograf și bibliofil român  (n. 1889)
- 1952: Alexandrine de Mecklenburg-Schwerin, soția regelui Christian al X-lea al Danemarcei (n. 1879)
- 1989: Hermann Oberth, fizician și inventator german născut la Sibiu (n. 1894)
- 1995: Gheorghe Cunescu, preot, publicist, scriitor, critic literar și istoric literar român (n. 1914)
- 1997: Corneliu Baba, pictor român (n. 1906)
- 2007: Clody Bertola, actriță română (n. 1913)
- 2012: Andrei Andrieș, fizician din Republica Moldova (n. 1933)
- 2015: Lemmy Kilmister, muzician și basist englez (Motörhead), (n. 1945)
- 2016: Debbie Reynolds, actriță americană (n. 1932)
- 2017: Rose Marie, actriță americană (n. 1923)
- 2018: Amos Oz, scriitor israelian (n. 1939)
- 2020: Fu Cong, pianist britanic de origine chineză (n. 1934)
- 2023: Marcu Tudor, politician român (n. 1939)

## Sărbători
- Dupăprăznuirea Nașterii Domnului (calendarul ortodox)
- Sf. Cuvios Simeon Athonitul, izvorâtor de mir, ctitorul Mănăstirii Simonos Petras din Muntele Athos (calendarul ortodox)
- SF. FAMILIE: Isus, Maria și Iosif ; Sfinții Prunci Nevinovați, martiri. (Calendarul Romano-Catolic)